# Міхаель Білц
Міхаель Білц (нім. Michael Bielz) (1787—1866) — трансильванський натураліст саксонського походження, лютеранський пастор, літограф. Найбільше відомий як малаколог, вперше для науки описав кілька нових для науки видів наземних молюсків, зокрема такі відомі карпатські види, як аріанта чорна та синюк карпатський.
Батько іншого відомого малаколога, Едуарда Альберта Білца.

## Нові таксони
Описав декілька нових для науки таксонів, з яких на 2024 рік визнаними є 4 види:
- Alopia regalis (M. Bielz, 1851)
- Arianta aethyops (M. Bielz, 1851)
- Bielzia coerulans (M. Bielz, 1851)
- Helicopsis cereoflava (M. Bielz, 1851)

## Деякі праці
- Bielz M. 1851. Verzeichniss der Land und Süsswasser-Mollusken Siebenbürgens. Verhandlungen und Mittheilungen des Siebenbürgischen Vereins für Naturwissenschaften zu Hermannstadt. 2: 14-16, 55–59, 62-65.